# Соколівська сільська громада (Житомирська область)
Соколівська сільська об'єднана територіальна громада — колишня об'єднана територіальна громада в Україні, в Пулинському районі Житомирської області. Адміністративний центр — Соколів.
Площа громади — 96,07 км², населення — 2282 мешканці (2018).

## Населені пункти
До складу громади входили 7 сіл: Андріївка, Зелена Діброва, Рудокопи, Соколів, Стара Рудня, Теньківка та Улашанівка.

## Історія
Утворена 1 серпня 2017 року шляхом об'єднання Андріївської, Соколівської та Теньківської сільських рад Пулинського району.
15 квітня 2020 року Кабінет Міністрів України затвердив перспективний план формування територій громад Житомирської області, в якому Соколівська ОТГ відсутня, а Андріївська, Соколівська і Теньківська сільські ради включені до Курненської сільської територіальної громади.
Відповідно до розпорядження Кабінету Міністрів України № 711-р від 12 червня 2020 року «Про визначення адміністративних центрів та затвердження територій територіальних громад Житомирської області», територія громади увійшла до складу Курненської сільської територіальної громади Житомирського району Житомирської області.